# Zeitschrift für Medizinstrafrecht
Die Zeitschrift für Medizinstrafrecht (abgekürzt medstra) ist eine juristische Fachzeitschrift in der Schnittmenge von Strafrecht und Medizinrecht, die seit 2015 im C.F. Müller Verlag erscheint.

## Themen
Zu den Schwerpunktthemen der sechsmal jährlich erscheinenden Zeitschrift zählen:
- Abrechnungsbetrug
- Klassisches Arztstrafrecht
- Korruption im Gesundheitswesen
- Sterbehilfe
- Reproduktionsmedizin

## Herausgeber und Redaktion
- Herausgeber und Redaktion: Karsten Gaede, Michael Lindemann, Michael Tsambikakis
- Herausgeber: Gabriele Cirener, Thomas Clemens, Gunnar Duttge, Richard Findl, Thomas Fischer, Helmut Frister, Wolfram Höfling, Scarlett Jansen, Frank Ulrich Montgomery, Rolf Raum, Henning Rosenau, Frauke Rostalski, Frank Saliger, Karsten Scholz, Gernot Steinhilper, Klaus Ulsenheimer